# Moderniseringsteori
Moderniseringsteorier er en skole indenfor udviklingsteorien, der deler en række antagelser om, hvordan udvikling skal opfattes, og hvordan man skaber fremgang i den tredje verden. Moderniseringsteorierne deler en antagelse om, at udvikling kan betragtes som noget lineært – der er visse lande, der er udviklede, og visse lande, der er uudviklede, og målet er at få de uudviklede lande op på de udviklede landes niveau. 
Derudover findes der en fælles idé om, at udvikling på en lang række faktorer er gensidigt afhængige – hvis man udvikler et land på et punkt, så vil andre udviklinger automatisk følge med. IMF arbejder med tanken om, at hvis et land er i økonomisk fremgang, så vil det også medføre en politisk og en kulturel fremgang.

## Lipsets moderniseringsteori
Lipsets moderniseringsteori tager udgangspunkt i det økonomiske system, og hans grundlæggende antagelse er, at økonomisk udvikling medfører politisk og kulturel udvikling. Politisk fremgang er hos Lipset synonymt med demokrati. Imidlertid er sammenhængen uklar, og han går videre til at udvikle hypotesen, at økonomisk udvikling medfører ændringer i det sociale aktørsystem (da øget økonomisk udvikling medfører, at flere har brug for en uddannelse), og uddannede er mere tilbøjelige til at udøve pression for indflydelse.
Denne udvikling lægges til grund for, at et land potentielt kan blive demokratisk og sandsynligvis vil opleve en demokratisk revolution på et tidspunkt. For at lande skal bevares som demokratier kræver det imidlertid stabiliserende faktorer. Lipset tager udgangspunkt i "effektivitet" og "legitimitet". Det førstnævnte omhandler, hvordan det generelt går i landet i en given periode, det andet, hvordan befolkningen generelt oplever det politiske system. Lipset mener her at have fundet en sondring, der kan fortælle, hvorfor eksempelvis den økonomiske krise i 1930'erne medførte omvæltninger af det demokratiske styre i Tyskland og ikke i USA.

## Kritik af moderniseringsteori
- Afhængighedsteorier kritiserer generelt moderniseringsteori for kun at fokusere internt i et enkelt land. Udviklingslandes problemer i dag er anderledes end moderniseringen, England gennemgik ved sin industrialisering, i kraft af, at der allerede findes moderniserede lande omkring landene.
- Barrington Moore og andre historisk-sociologiske udviklingsteoretikere kritiserer moderniseringsteorien for at være ahistorisk. Det, at der kun arbejdes med en udviklingsvej, har ikke været beskrivende for den historiske verdensudvikling. Moores samfundsfokuserede teori arbejder med tre idealtypiske udviklingsveje; én, der medfører fascisme, én, der medfører kommunisme, og én, der medfører demokrati. Dette hænger ifølge Moore sammen med, hvor stærk, staten er i forhold til de herskende klasser. Fælles for de historisk-sociologiske udviklingsteoretikere findes der en historisk stiafhængighed ("path-dependency") i økonomisk og politisk udvikling.